# Aigen (Gemeinde Schildorn)
Aigen ist ein Ort im Innviertel von Oberösterreich wie auch Ortschaft der Gemeinde Schildorn im Bezirk Ried im Innkreis.

## Geographie
Der Ort befindet sich etwa 8 Kilometer südlich von Ried im Innkreis, am Nordrand des Hausruck-und-Kobernaußerwald-Zuges zum Innviertler Hügelland (südliches Innviertel). Er liegt links an der Oberach, einem Nebenfluss der  Antiesen bei Ried, an der Landesstraße Schildorner Straße (L1069), dort wo diese über die Oberach setzt, direkt zwischen den Orten Pramet und Schildorn (Straßen-km 0,7–1,0), und noch etwas den Schildorngraben hinein Richtung Ebersau. Der Ort liegt auf um die 500 m ü. A. Höhe. Bei der Brücke nach Pramet bei Ecklham mündet der Kronawittbach, der hier südwärts die Gemeindegrenze bildet.
Die Ortschaft Aigen umfasst gut 20 Gebäude, als Rotte klassiert, mit 51 Einwohnern (Stand: 1. Jänner 2024).
Zum Ortschaftsgebiet gehört auch der Gewerbepark Aigen, der vorerst (2014) nur aus einem Betriebsgebäude besteht.
|           | Rampfen                                     | Pattigham (Gem. Pattigham)           |
| Schildorn | Kompassrose, die auf Nachbargemeinden zeigt | Ecklham ∗ Pramet (beide Gem. Pramet) |
| Ebersau   |                                             | Au ∗∗                                |

∗ heute nur mehr Prameter Ortslage
∗∗ ehemals Knirzing/Prüglau

## Geschichte
Die Ortslage hieß ursprünglich Ecklham (ein bairischer -ham-Name des Frühmittelalters wohl zu einem Personennamen Ekkilo,) und erstreckte sich beiderseits der Oberach-Brücke.

Er erscheint 1470 als Ekhelheim, 1557 als Agklheim, 1558 als Eckhlhaim.
Noch im Franzisceischen Kataster (um 1830) wird der Ort im Schildorner Teil als Eklham, im Prameter Teil als Eckelham geführt. Das umfasste zwei Gehöfte und einige Kleinhäusler links der Oberach, sowie drei rechts (Hanselbauer) – Pramet und Schildorn waren lange durch eine gemeinsame Pfarre verbunden, und bis 1884 auch als politische Gemeinde vereint. Bis 1779 war die Gegend bayrisch (damals Innbaiern) gewesen, und bis 1783 (Gründung des Bistums Linz) hatte sie zum Bistum Passau, bis 1784 zur Pfarre Waldzell gehört.
Mittelhochdeutsch aigen, allod bezeichnet ‚namentlich ererbtes Grundeigentum‘, einen freien Eigenbesitz im Gegensatz zum Lehen, ist also ursprünglich ein Hofname (Aigner, ein freier Bauer).  Der Ortsname Aigen taucht später auf, in den ausgehenden 2000ern hieß in Schildorn nur mehr die Ortschaft (also die Postanschriften) Ecklham, die Ortslage (Rotte) aber Aigen (zuletzt 19 Adressen).
Seit der Adressreform der Gemeinde 1. Juli 2008 firmiert die Ortslage endgültig als Aigen, wobei noch 2 Häuser mit den alten Adressen Ebersau dazugenommen wurden. Die Urhöfe haben heute die Hausnummern 12 und 22. Seither bildet der Ort eine der 23 neuen Ortschaften.

## Nachweise
- 41229 – Schildorn. Gemeindedaten der Statistik Austria

1. 1 2 3 4 5   Straßen-, Ortschafts- und Hausnummernverzeichnis Gemeinde Schildorn (Memento vom 7. September 2014 im Internet Archive), Broschüre, Version vom 1. Juli 2008, insb. Tabellen Haushaltsverzeichnis sortiert nach alten Adressen: Ecklham, S. 37 f und  Haushaltsverzeichnis sortiert nach neuen Adressen: Aigen, S. 49 und Gewerbepark Aigen, S. 51 f (pdf, schildorn.at, abgerufen am 3. September 2014).
2. ↑  Statistik Austria: Ortschaften (Download der aktuellen Ortschaftsliste)
3. 1 2 3  Lit. 1100 Jahre Schildorn. Ein Heimatbuch. 2003, 16 Historisches Ortsnamenverzeichnis: Ecklham, S. 300, Sp. 2 (eReader, fbas.net).
4. ↑  Urmappe (als Layer online bei DORIS diverse Kartenthemen, etwa Erste Landesaufnahmen,  Urmappe quality insb. Kulturatlas).
5. 1 2  Volkszählung 2001: 43 Einwohner, 15 Gebäude; siehe Volkszählung vom 15. Mai 2001 – Einwohner nach Ortschaften, Registerzählung vom 31.10.2011 – Einwohner nach Ortschaften (beide pdf, abgerufen am 3. September 2014) und Ortsverzeichnis, Band Öberösterreich, alte Ausgaben, alle Statistik Austria.
6. ↑   Wissenswertes: Zahlen & Fakten (Memento vom 7. September 2014 im Internet Archive), schildorn.at, abgerufen am 3. September 2014.
7. ↑  Die Einwohner sind meist erst aus dem Ende des 18. Jahrhunderts überliefert. 1811 brannte der Pfarrhof ab, wodurch das Pfarrarchiv vernichtet wurde, daher sind die Kenntnisse lückenhaft.